# Ornithogalum multifolium
Ornithogalum multifolium är en sparrisväxtart som beskrevs av John Gilbert Baker. Ornithogalum multifolium ingår i släktet stjärnlökar, och familjen sparrisväxter. Inga underarter finns listade i Catalogue of Life.